# Alagourchag (Qubadli)
Alagourchag est un village de la région de Qubadli en Azerbaïdjan.

## Histoire
En 1992-2020, Alagourchag était sous le contrôle des forces armées arméniennes. En 2020, le village d'Alagourchag a été restitué sous le contrôle de l'Azerbaïdjan.